# Passe-moi les jumelles!
Passe-moi les jumelles, sobreanomenat « PaJu », és un programa de televisió setmanal de la Radio télévision suisse (RTS) creat per Benoît Aymon, Pierre-Pascal Rossi i Claude Delieutraz en 1993.
Presentat com un magazín d'evasió, viatges i descobriments aquí i en altres llocs, tracta principalment de les muntanyes suïsses o d'altres regions. Explora els dominis de la naturalesa i pinta retrats purs i objectius d'aquest país.
Aquest programa s'emet els divendres al vespre a RTS 1 cap a les 20:10. També es pot veure a TV5 Monde i a Movistar+.
Virginie Brawand ha estat la presentadora i Benoît Aymon el productor i periodista fins a 2018; Esther Heinimann, directora de producció; Steven Artels i Antoine Plantevin els directors-productors.